# Valérie
Valérie (často také Valerie nebo Valeria) je ženské křestní jméno. Podle českého kalendáře má svátek 18. dubna.
Základ tohoto jména je v latinských jménech Valerius a Valentinus, která jsou odvozeninami od slova valens, „silný“. Valérie tedy znamená „silná“ nebo také „něco platná“.

## Statistické údaje

### Pro jméno Valérie
Následující tabulka uvádí četnost jména v ČR a pořadí mezi ženskými jmény ve srovnání dvou roků, pro které jsou dostupné údaje MV ČR – lze z ní tedy vysledovat trend v užívání tohoto jména:
| Rok       | Četnost    | Pořadí    |
| 1999      | 361        | 339.      |
| 2009      | 1068       | 248.      |
| Porovnání | o 707 více | o 91 lépe |

### Pro jméno Valerie
| Rok       | Četnost    | Pořadí   |
| 1999      | 2345       | 157.     |
| 2009      | 2980       | 154.     |
| Porovnání | o 635 více | o 3 lépe |

## Domácké podoby
Val, Vališka, Valda, Valinka, Vali, Valča, Valuška, Valuša, Valina, Vája, Vájínka, Valérka, Lera

## Známé nositelky jména
- Valeria Messalina – třetí žena římského císaře Claudia
- Valérie z Milána († 60 n. l.) – římská mučednice, uctívaná jako světice
- Marie Valerie Habsbursko-Lotrinská - 4. dítě rakouského císaře Františka Josefa I. a císařovny Alžběty Bavorské
- Valérie Čižmárová – česká zpěvačka
- Valerie Chmelová – česká herečka a moderátorka
- Valerie Kaplanová – česká herečka
- Valérie Kaprisky – francouzská herečka
- Valérie Zawadská – česká herečka

### Fiktivní postavy
- Valerie, titulní hrdinka „černého románu“ Vítězslava Nezvala Valerie a týden divů (1935), případně stejnojmenného českého filmu (1970) a inscenace Laterny magiky (2023)